# Oecleus acuta
Oecleus acuta är en insektsart som beskrevs av Ball 1902. Oecleus acuta ingår i släktet Oecleus och familjen kilstritar.
Artens utbredningsområde är Haiti. Inga underarter finns listade i Catalogue of Life.